# Hans Hirschmüller
Hans Hirschmüller (* 15. März 1940 in Rumänien) ist ein deutscher Autor, Regisseur und Schauspieler.

## Leben
Hirschmüller gründete 1967 zusammen mit Ursula Strätz und Horst Söhnlein das Aktion-Theater in der Münchner Müllerstraße. 1969 war er in Rainer Werner Fassbinders Katzelmacher zu sehen. Für Händler der vier Jahreszeiten erhielt er 1972 den Bundesfilmpreis. Für Sehnsucht nach Sodom erhielt er 1990 den Adolf-Grimme-Preis mit Silber für die Regie (zusammen mit Hanno Baethe).
Im Jahre 2004 begründete er zusammen mit Ellen Wittmann und Alice Klötzel in Neuburg an der Donau das papp&klapp-Theater. Dort brachte er sein Stück Hundlich zur Uraufführung. Die Frankenfestspiele Röttingen brachten am 5. Mai 2007 ein weiteres Stück von Hirschmüller zur Uraufführung: Rumpelstilzchens Rache. Ende 2007 spielte er im Torturmtheater Sommerhausen im Stück Enigma die Rolle des Abel Znorko (zusammen mit Patrick Braun als Erik Larsen). Zwei Jahre später war er in der Rolle des Robert im Stück Der Schein trügt auf der Bühne des Torturmtheaters zu sehen. Hirschmüller inszenierte bei den Clingenburg Festspielen im Sommer 2010 das Stück Ronja Räubertochter sowie im Sommer 2011 das Kinder-Musical Mein Freund Wickie. 2011 verlegte er seinen Wohnsitz nach Berlin und inszenierte Fassbinders Anarchie in Bayern (2012), Angst essen Seele auf (2013) und David Mamets Oleanna (2015). Später folgte „Ein bisschen Ruhe vor dem Sturm“ (Buch von Theresia Walser) beim Turmtheater Sommerhausen (2018).

## Filmografie (Auswahl)
- 1964: Die Versöhnung (Kurzfilm)
- 1969: Liebe ist kälter als der Tod
- 1969: Katzelmacher
- 1972: Händler der vier Jahreszeiten
- 1972–1973: Acht Stunden sind kein Tag (TV-Mehrteiler)
- 1973: Die Zärtlichkeit der Wölfe
- 1974: Alice in den Städten (Spielfilm)
- 1975: Eiszeit (Spielfilm)
- 1977: Aufforderung zum Tanz (TV)
- 1982: Fünf letzte Tage (Spielfilm)
- 1983: Wagen 106 (TV-Serie, zehn Folgen)
- 1984: Tatort: Haie vor Helgoland (TV)
- 1985: Die Krimistunde (Fernsehserie, Folge 13, Episode: "Nachtwache")
- 1994: Das Baby der schwangeren Toten (TV)
- 1999: Polizeiruf 110: Kopfgeldjäger (TV)
- 2013: Der Schrotthändler (TV)

## Hörspiele
- 1971: Rainer Werner Fassbinder nach Johann Wolfgang von Goethe: Iphigenie auf Tauris (Orest) – Regie: Rainer Werner Fassbinder (Hörspiel – WDR)